# Comuna Radenci
Radenci (Občina Radenci) este o comună din Slovenia, cu o populație de 5.265 de locuitori (2002).

## Localități
Boračeva, Hrastje-Mota, Hrašenski Vrh, Janžev Vrh, Kapelski Vrh, Kobilščak, Kocjan, Melanjski Vrh, Murski Vrh, Murščak, Okoslavci, Paričjak, Radenci, Radenski Vrh, Rački Vrh, Rihtarovci, Spodnji Kocjan, Šratovci, Turjanci, Turjanski Vrh, Zgornji Kocjan, Žrnova